# یاووزکوی (شاوشات)
یاووزکوی (به ترکی استانبولی: Yavuzköy) یک منطقهٔ مسکونی در ترکیه است که در شاوشات واقع شده‌است. یاووزکوی ۴۲۷ نفر جمعیت دارد.